# Sector Landbouw
De Sector Landbouw of ook wel Sector Groen genoemd, is een van de vier sectoren binnen het voorbereidend middelbaar beroepsonderwijs (vmbo).

## Vakkenpakket
Leerlingen van de meer praktisch georiënteerde leerwegen vmbo-b,  vmbo-k en vmbo-g die de sector Landbouw kiezen zijn verplicht om het vak wiskunde te kiezen. Vervolgens moet men dan nog een keuze maken tussen de vakken: natuur- en scheikunde 1 en biologie. Leerlingen van de theoretische leerweg vmbo-t dienen naast de net genoemde vakken ook nog een keuze te maken uit natuur- en scheikunde 1, natuur- en scheikunde 2, biologie, maatschappijleer 2, geschiedenis, aardrijkskunde, economie, Frans, Duits, Spaans of een kunstvak.  In Caribisch Nederland kan ook nog worden gekozen voor Papiaments. In Europees Nederland kan ook nog worden gekozen voor Turks, Arabisch of Friese taal en cultuur.
Naast de theorievakken volgen leerlingen binnen de sector groen praktijkvakken die groen gerelateerd zijn. Denk hierbij aan groene productie, tussen productie en verkoop, vergroening van het stedelijk gebied, groene vormgeving en verkoop. De leerling legt voor deze vakken een praktijkexamen af. Daarnaast kan een leerling uit vele andere groene of groen gerelateerde praktijkvakken kiezen. Van bloemschikken tot voeding en van veehouderij tot groenvoorziening. 